# Anda Šafranska
Anda Šafranska, née le 2 décembre 1960 à Riga en Lettonie, est une joueuse d'échecs lettone puis française, maître internationale féminine en 1991 et grand maître internationale féminine depuis 1999.

## Biographie
Anda Šafranska a été pendant de nombreuses années l'une des meilleures joueuses d'échecs de Lettonie. Elle a remporté huit fois le championnat letton féminin, en 1982, 1984, 1990, 1991, 1993, 1994, 1996 et 1997. 
Depuis 2000, Anda Šafranska vit à Lyon, en France, et joue depuis 2010 pour la France.
Elle joue actuellement au club d'Évry Grand Roque.

## Compétitions par équipe
Anda Šafranska a représenté plusieurs fois la Lettonie aux Olympiades d'échecs :
- en 1992, au deuxième échiquier à Manille (+6, = 0, -6) ;
- en 1994, au premier échiquier à Moscou (+3, = 3, -5) ;
- en 1996, au premier échiquier à Erevan (+6, = 4, -4) ;
- en 2006, au troisième échiquier à Turin (+1, = 1, -4).

Anda Šafranska a joué aussi pour la Lettonie au Championnat d'Europe d'échecs des nations : 
- en 1992, au deuxième échiquier à Debrecen (+2 = 2, -3) ;
- en 1994, au premier échiquier à Pula (+3, = 1, -3).